# Arsenal Stadium

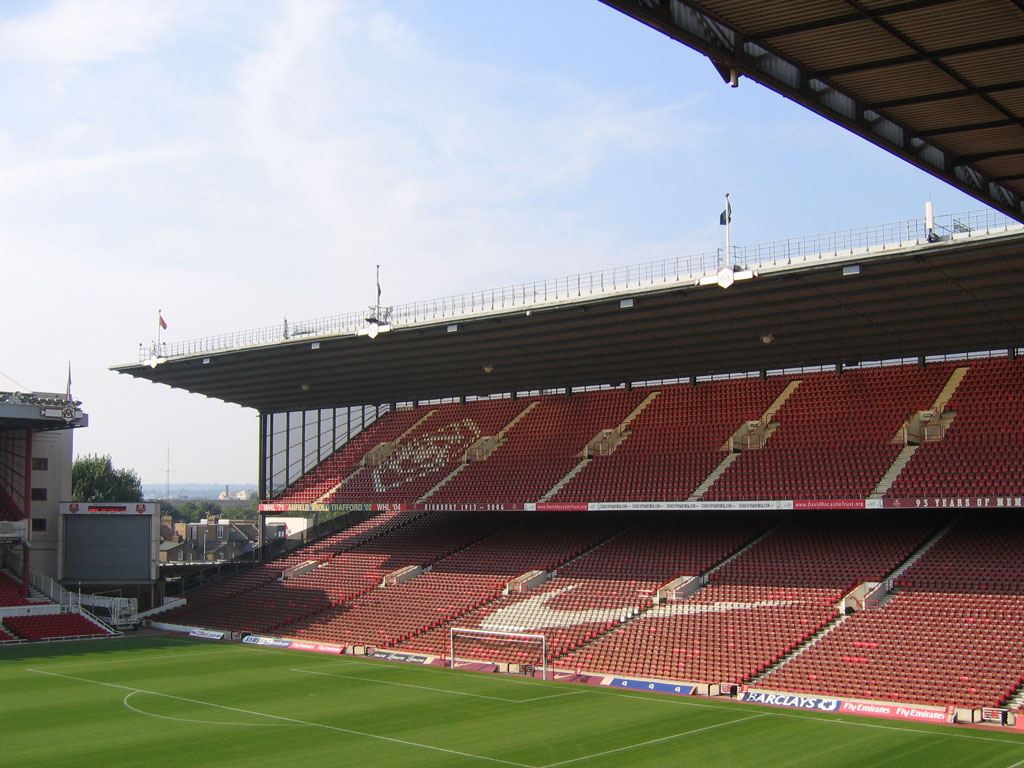
Arsenal Stadium, norra läktaren

Arsenal Stadium, i folkmun kallad Highbury efter det område i norra London där den ligger, var en fotbollsarena, hemmaplan för Arsenal FC.
Arsenal Stadium var känd för sin relativt lilla men välskötta plan (100×67 meter), som även var eluppvärmd. Arsenals planskötare, Steve Braddock, har flera gånger utsetts till årets planskötare i Premier League (Groundsman of the Year).
Arenan hade en kapacitet på 38 500 åskådare (12 500 på North Bank, 11 000 på West Stand, 9 000 på East Stand och 6 000 på Clock End). Samtliga platser är sittplatser. Det fanns även två storbildsskärmar, en i sydöstra hörnet och en i nordvästra hörnet. Arenans entréer är belägna på Gillespie Road, Avenell Road och Highbury Hill. På den tiden det fanns ståplatser sattes arenans publikrekord. Rekordet lyder på 73 295 åskådare och sattes i matchen mot Sunderland den 9 mars 1935.

## Historia

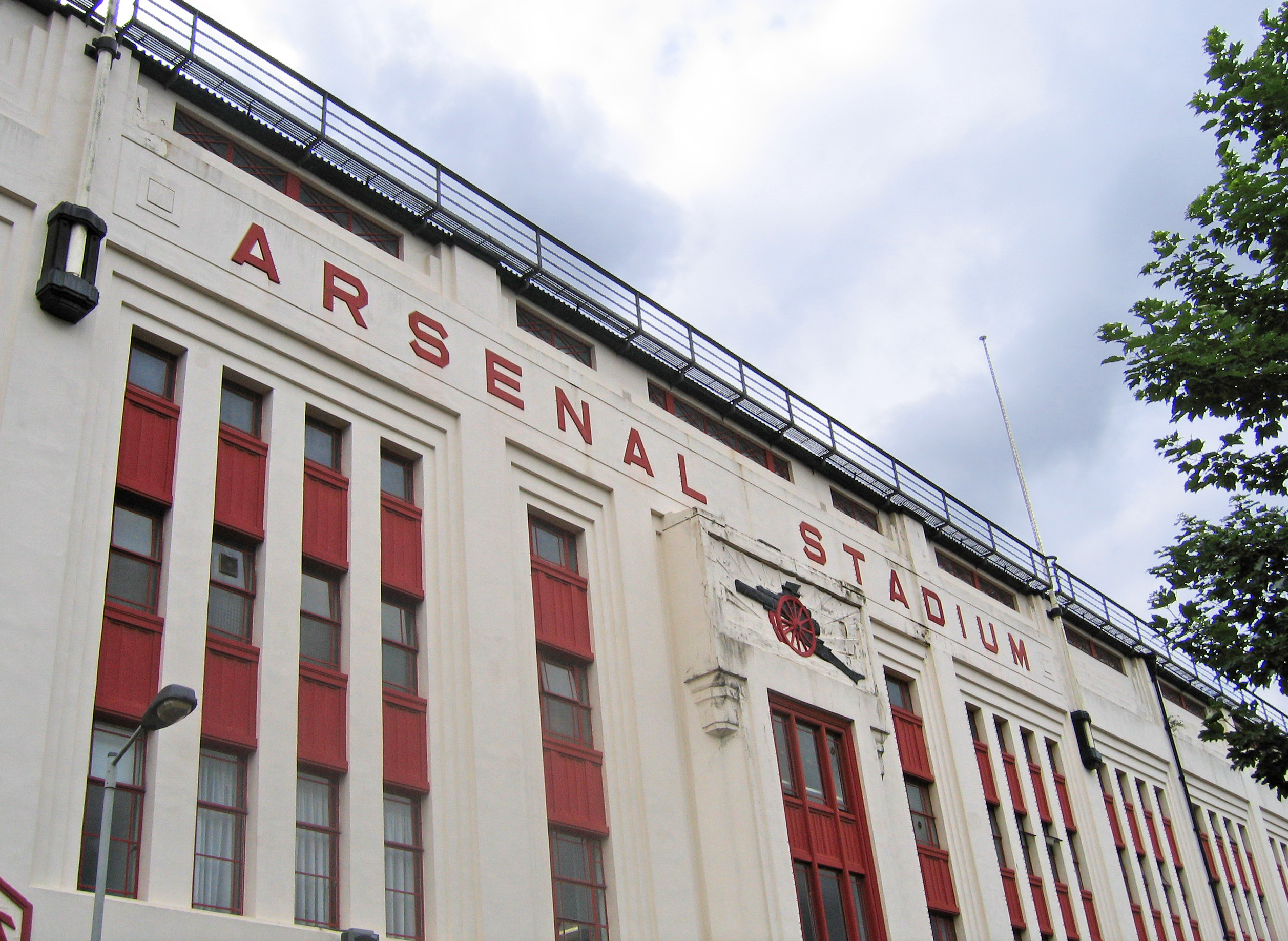
East Stand

Den ursprungliga Arsenal Stadium byggdes 1913, när Woolwich Arsenal flyttade från sitt gamla hem i Plumstead i sydöstra London till Highbury. Arenan ritades av den berömde arkitekten Archibald Leitch, och hade en stor läktare på östra sidan. Under 1930-talet renoverades arenan, då man byggde West Stand, med dess karaktäristiska Art déco-stil, ritad av Claude Waterlow Ferrier och William Binnie. West Stand öppnades 1932, samtidigt som tunnelbanestationen Gillespie Road bytte namn till Arsenal. Huvudläktaren på östra sidan revs 1936 för att göra plats för den nya East Stand, som skulle matcha den västra läktaren. Läktarna på norra och södra sidan fick tak. På den södra läktaren installerades även en klocka, vilket gav läktaren namnet Clock End.
Den 21 maj 1966 utmanade Henry Cooper regerande världsmästaren i tungviktsboxning Muhammad Ali, inför 46 000 åskådare på Highbury. Ali vann.
Arsenal Stadium behöll sitt utseende i femtio år. Efter Hillsboroughkatastrofen rekommenderades det 1990 att alla engelska arenor enbart skulle ha sittplatsläktare. Ståplatsläktaren på North Bank revs 1992, och ersattes av en sittplatsläktare. Clock End fick vara kvar, men man införde sittplatser och loger.

## Emirates Stadium
Arsenal lämnade Arsenal Stadium sommaren 2006 då nya Emirates Stadium (Ashburton Grove) såg dagens ljus. Arsenal Stadium har gjorts om till bostäder, men East Stands och West Stands exteriörer kommer att bevaras.

## Transport
Närliggande tunnelbanestationer:
- Arsenal
- Finsbury Park
- Holloway Road